# Guldbollen
Guldbollen er en årlig pris, der uddeles til Sveriges bedste mandelige fodboldspiller. Prisen blev etableret i 1946.

## Vindere
| - 1946 - Gunnar Gren - 1947 - Gunnar Nordahl - 1948 - Bertil Nordahl - 1949 - Knut Nordahl | - 1950 - Erik Nilsson - 1951 - Olle Åhlund - 1952 - Kalle Svensson - 1953 - Bengt Gustavsson - 1954 - Sven-Ove Svensson - 1955 - Gösta Löfgren - 1956 - Gösta Sandberg - 1957 - Åke "Bajdoff" Johansson - 1958 - Orvar Bergmark - 1959 - Agne Simonsson | - 1960 - Torbjörn Jonsson - 1961 - Bengt Nyholm - 1962 - Prawitz Öberg - 1963 - Harry Bild - 1964 - Hans Mild - 1965 - Bo Larsson - 1966 - Ove Kindvall - 1967 - Ingvar Svahn - 1968 - Björn Nordqvist - 1969 - Tommy Svensson |

| - 1970 - Jan Olsson - 1971 - Ronnie Hellström - 1972 - Ralf Edström - 1973 - Bo Larsson - 1974 - Ralf Edström - 1975 - Kent Karlsson - 1976 - Anders Linderoth - 1977 - Roy Andersson - 1978 - Ronnie Hellström - 1979 - Jan Möller | - 1980 - Rolf Zetterlund - 1981 - Thomas Ravelli - 1982 - Torbjörn Nilsson - 1983 - Glenn Hysén - 1984 - Sven Dahlkvist - 1985 - Glenn Strömberg - 1986 - Robert Prytz - 1987 - Peter Larsson - 1988 - Glenn Hysén - 1989 - Jonas Thern | - 1990 - Tomas Brolin - 1991 - Anders Limpar - 1992 - Jan Eriksson - 1993 - Martin Dahlin - 1994 - Tomas Brolin - 1995 - Patrik Andersson - 1996 - Roland Nilsson - 1997 - Pär Zetterberg - 1998 - Henrik Larsson - 1999 - Stefan Schwarz |

| - 2000 - Magnus Hedman - 2001 - Patrik Andersson - 2002 - Fredrik Ljungberg - 2003 - Olof Mellberg - 2004 - Henrik Larsson - 2005 - Zlatan Ibrahimović - 2006 - Fredrik Ljungberg - 2007 - Zlatan Ibrahimović - 2008 - Zlatan Ibrahimović - 2009 - Zlatan Ibrahimović | - 2010 - Zlatan Ibrahimović - 2011 - Zlatan Ibrahimović - 2012 - Zlatan Ibrahimović - 2013 - Zlatan Ibrahimović - 2014 - Zlatan Ibrahimović - 2015 - Zlatan Ibrahimović - 2016 - Zlatan Ibrahimović - 2017 - Andreas Granqvist - 2018 - Victor Lindelöf - 2019 - Victor Lindelöf | - 2020 - Zlatan Ibrahimović - 2021 - Emil Forsberg - 2022 - Dejan Kulusevski - 2023 - Dejan Kulusevski - 2024 - Viktor Gyökeres |